# Wymysłów (Złota)
Pour les articles homonymes, voir Wymysłów.
Wymysłów est une localité polonaise de la gmina de Złota, située dans le powiat de Pińczów en voïvodie de Sainte-Croix.